# ده‌مای
ده‌مای جماعت و شهرکی در غرب تاجیکستان است که در ناحیهٔ جبار رسولف ولایت سغد قرار دارد. جمعیت این جماعت ۱۰٬۸۳۱ نفر است.